# 聯合國安全理事會第2000號決議
聯合國安全理事會第2000號決議，於2011年7月27日一致通過。決議密切關注在象牙海岸的形勢，並回顧以往的決議，包括第1992號決議和第1938號決議，決定延長聯合國部隊在象牙海岸的任務，直到2012年7月31日。
這次延長聯合國駐象牙海岸部隊期限的決議是在2010-11年象牙海岸危機的背景下做出的。